# Костопільський ґебіт
Косто́пільський ґебі́т (нім. Kreisgebiet Kostopol «Костопільська округа») — адміністративно-територіальна одиниця генеральної округи Волинь-Поділля Райхскомісаріату Україна з центром у Костополі, що існувала протягом німецької окупації Української РСР.

## Історія
Округу утворено опівдні 1 вересня 1941 року на території тодішніх Березнівського, Деражненського, Костопільського, Людвипільського і Степанського районів Рівненської області. Відповідно, Костопільський ґебіт поділявся на 5 німецьких районів: район Березне (нім. Rayon Beresno), район Деражне над Горинню (нім. Rayon Derashno/Horyn), район Костопіль (нім. Rayon Kostopol), район Людвипіль (нім. Rayon Ludwipol) і район Степань (нім. Rayon Stepan) — які збігалися межами з п'ятьма передвоєнними радянськими районами: Березнівським, Деражненським, Костопільським, Людвипільським і Степанським. Комісаром ґебіту був камфюрер на прізвище Лоєнерт (Ленерт). Ґебіт підпорядковувався Рівненському суду. На території гебіту з першої половини 1942 року діяв Рівненський господарський банк, який був одним із німецьких засобів економічного пограбування окупованих територій.
1 червня 1943 р. район Деражне над Горинню було перейменовано на район Злазне (нім. Rayon Slasno). На районному рівні владу представляли районові управи. Керівниками управ німецька цивільна влада призначала місцевих осіб. Чиновників районного рівня призначав особисто Еріх Кох. Керівник району звітував перед гебітскомісаром за стан справ у районі та організацію роботи відділів. У структуру районової управи входило 12 секцій: адміністративна, шкільна і культурних справ, охорони здоров'я, ветеринарна, мірнича, правова, фінансова, постачання та сільського господарства, праці, господарських і постачальних підприємств, управління земельними ділянками та будинками, дорожня. Проте їхня кількість не була чітко визначеною. Приміром, у Костопільській районовій управі діяло 8 секцій: загальна, фінансова, агрономічно-господарська, комунікаційно-промислова, поліційно-адміністративна, суспільної політики та охорони здоров'я, ветеринарна, цивільного стану. Штат кожної секції налічував від 2 до 5 співробітників. Загалом у Костопільській управі в 1942 р. працювали 32 людини.
У Костополі виходила газета «Костопільські вісті», яка у липні-серпні 1941 мала назву «Самостійність». Збереглися випуски з 19 липня 1941 по 1943 рік. Її редактором до квітня 1942 був Григорій Рибак, з квітня 1942 по січень 1943 отець Роман Данилевич, розстріляний у 1943, а з липня 1943 — І. Мельничук. Видання мало 2 додатки: жіночий двотижневик «Українка» (відповідальний редактор о. Роман Данилевич, редактор Григорій Рибак) та щомісячна газета для шкільної молоді «Українська дитина», де редакторами були Поспелов (помер 5.12.1942), Григорій Рибак, о. Роман Данилевич, В. Ющук.
14 січня 1944 року адміністративний центр округи місто Костопіль зайняли радянські війська.

## Склад
Адміністративно до складу гебіту входило 5 районів:
| Район                | Площа, км² | Населення, осіб |
| -------------------- | ---------- | --------------- |
| Березнівський район  | 898 км²    | 42 836          |
| Деражнянський район  | 655 км²    | 35 003          |
| Костопільський район | 553 км²    | 31 468          |
| Людвипільський район | 898 км²    | 39 592          |
| Степанський район    | 530 км²    | 26 497          |